# جون أونيل (لاعب كرة قدم بريطاني)
جون أونيل (بالإنجليزية: John O'Neil)‏ (7 يونيو 1971 في المملكة المتحدة - ) هو لاعب كرة قدم بريطاني في مركز الوسط. شارك مع منتخب اسكتلندا تحت 21 سنة لكرة القدم ومنتخب اسكتلندا لكرة القدم. أما مع النوادي، فقد لعب مع دندي يونايتد وسانت جونستون ونادي فالكيرك ونادي هيبرنيان ونادي ستيرلينغشير الشرقية ونادي كاودينبيث لكرة القدم وGretna F.C. ‏.

## وصلات خارجية
- جون أونيل على موقع الاتحاد الإسكتلندي (الإنجليزية)
- جون أونيل على موقع قاعدة بيانات كرة القدم.إي يو (الإنجليزية)
- جون أونيل على موقع Soccerbase.com (لاعب) (الإنجليزية)